# Toki Messe
Toki Messe (朱鷺メッセ, Toki Messe) é um centro de convenções internacional multi-uso em Niigata, Japão. 

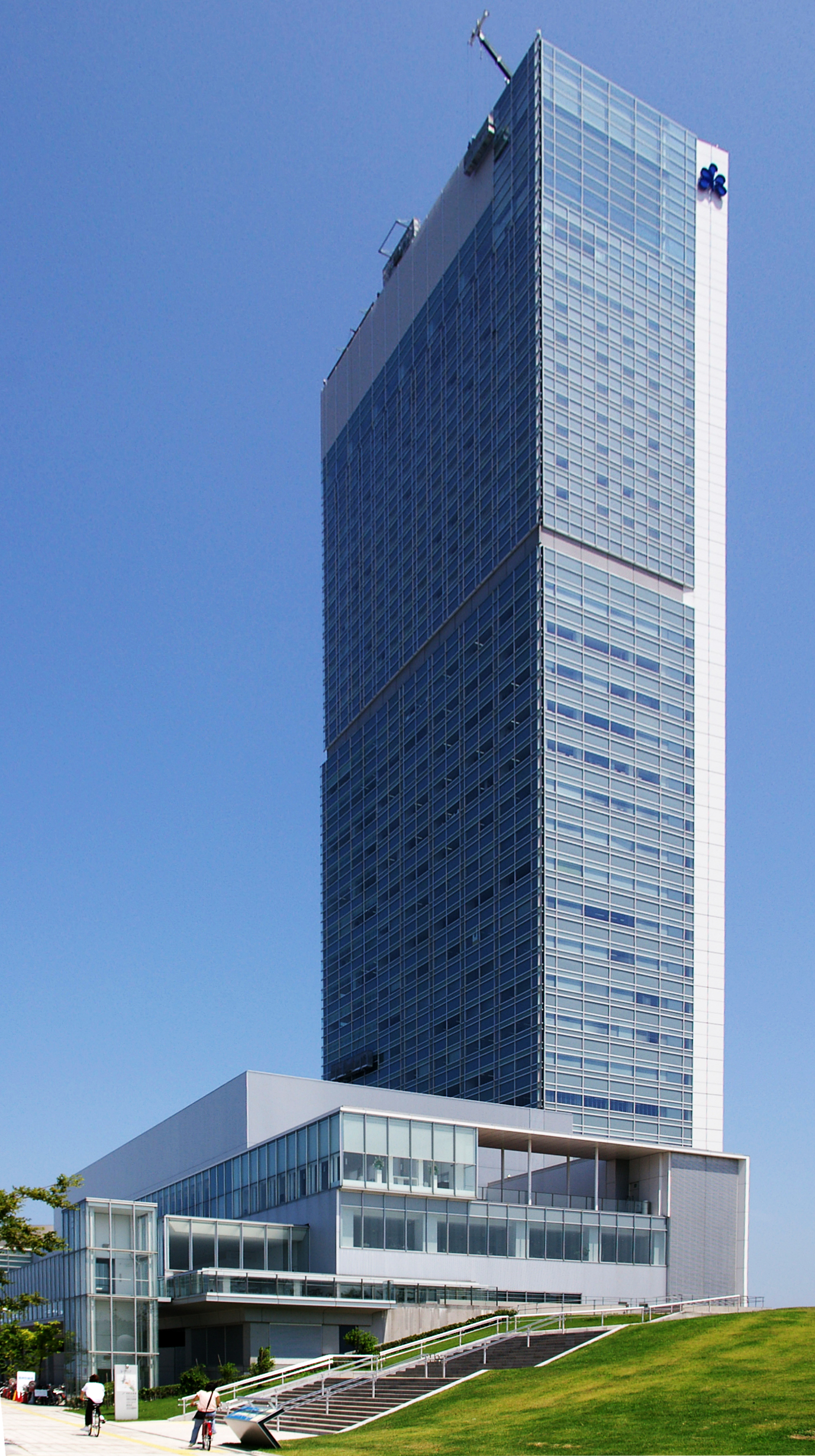
Prédio do Toki Messe

O centro foi inaugurado em 01 de maio de 2003 e contém um hotel, restaurantes, um museu de arte, salas de conferências, e os escritórios de várias organizações internacionais.
Desde 2004, Toki Messe tem sido a casa do Niigata Albirex Basketball Team.
Toki Messe é o edifício mais alto do Mar do Japão, e tem uma plataforma de observação no 34 º andar, onde se pode ver as áreas em torno de Niigata. Dependendo do tempo, também se pode ver a Ilha de Sado e as Ilhas Awashima.
O complexo foi nomeado de acordo com o toki, o pássaro oficial da Prefeitura de Niigata.
Na noite de abertura de 26 de agosto de 2003, ocorreu um incidente em que uma seção de 40 metros de passarela ligando Toki Messe com o terminal de ferry boat para a Ilha de Sado desabou. Na época, muitos acreditavam que isto era devido a terrorismo de grupos pró-Coréia do Norte. No entanto, uma investigação posterior revelou construção defeituosa. Desde então, Toki Messe não foi diretamente conectada ao terminal de ferry.